# Иван Сакъзов
Иван Янков Сакъ̀зов е български историк и юрист, доцент в Софийския университет.

## Биография
Роден е на 11 юли 1895 г. в София в семейството на политика Янко Сакъзов и писателката Анна Карима. През 1920 г. завършва Юридическия факултет на Софийския университет. След това специализира в Лайпциг, където защитава докторантура по философия през 1921 г. От 1921 до 1928 г. проучва архивни и библиотечни фондове в Рим, Венеция, Дубровник, Париж, Берлин. Издирва сведения за икономическото минало на българските земи. Поставя началото на преподаването на стопанска история в Софийския университет. От 1932 до 1935 г. е частен доцент в Юридическия факултет на Софийския университет. Умира на 9 октомври 1935 г. в София.

## Научни трудове
Автор е на множество научни статии посветени на стопанската история на България.
- „Средновековното манастирско стопанство в България“ (1923)
- „Данъчната система в средновековните манастири“ (1924)
- „Външната и вътрешната търговия на България през VII-XI век“ (1924)
- „Манастирското стопанство през турско време“ (1925)
- „Материалната култура на средновековната църква“ (1927)
- „Търговията на България с Анкона през XVI-XVII век по нови извори“ (1929)
- „Стопанството в средновековна България“ (1929, на немски език)
- „Обществено и стопанско развитие на България при Асеневци“ (1930)
- „Стопанските връзки между Дубровник и българските земи през XVI-XVII столетие. Страници из стопанската история на България“ (1930)
- „Новооткрити документи от края на XIV век за българи от Македония, продавани като роби“ (1932)
- „Влиянието на Цариград върху стопанското минало на България до X в.“ (1933 – 1934)
- „Стопанските връзки на България“ (1934 – 1935)